# Charles Hérold Jr.
Charles Hérold Jr. (sinh ngày 23 tháng 7 năm 1990) là một cầu thủ bóng đá người Haiti thi đấu ở vị trí tiền vệ chạy cánh phải cho Cibao FC ở Liga Dominicana de Fútbol.

## Sự nghiệp quốc tế

### Bàn thắng quốc tế
Tỉ số và kết quả liệt kê bàn thắng của Haiti trước.
| #  | Ngày                 | Địa điểm                                                    | Đối thủ           | Tỉ số | Kết quả | Giải đấu                                  |
| -- | -------------------- | ----------------------------------------------------------- | ----------------- | ----- | ------- | ----------------------------------------- |
| 1. | 24 tháng 3 năm 2013  | Sân vận động Panamericano, San Cristóbal, Cộng hòa Dominica | Cộng hòa Dominica | 1–3   | 1–3     | Giao hữu                                  |
| 2. | 6 tháng 1 năm 2017   | Sân vận động Ato Boldon, Couva, Trinidad và Tobago          | Suriname          | 1–0   | 4–2     | Vòng loại Cúp Vàng CONCACAF 2017          |
| 3. | 10 tháng 9 năm 2018  | Sân vận động Sylvio Cator, Port-au-Prince, Haiti            | Sint Maarten      | 6–0   | 13–0    | Vòng loại CONCACAF Nations League 2019–20 |
| 4. | 16 tháng 10 năm 2018 | Sân vận động Pierre Aliker, Fort de France, Martinique      | Saint Lucia       | 2–0   | 2–1     | Vòng loại CONCACAF Nations League 2019–20 |

## Danh hiệu

### Câu lạc bộ
- Cibao
  - Giải vô địch các câu lạc bộ bóng đá Caribe (1): 2017

### Cá nhân
- Ballon d'Or Haïtien (1): 2011[3]